# Yayo Daporta
Yayo Daporta (Cambados, Pontevedra; 1975) es un cocinero español, chef de su restaurante Yayo Daporta, que lo lleva junto a su hermana Esther Daporta, la sumiller del mismo. Tiene una estrella Michelin y dos sol de la Guía Repsol.
Yayo Daporta despertó su afán por cocinar tras trabajar en la Casa Solla,, restaurante de Pepe Solla, y a partir de ahí trabajó en Alejandro, restaurante de Almería, y El Amparo, restaurante de Carmen Guasp en Madrid. Su familia cría marisco en la Ría de Arosa.
En 2005 inauguró su propio restaurante y ganó un Record Guiness al cocinero más joven de la historia en conseguir una estrella Michelin
En 2014 presentó junto a Susi Díaz y Alberto Chicote el programa de televisión Top Chef, sustituyendo a Ángel León. Solo estuvo activo durante la segunda temporada, ya que para la tercera temporada fue sustituido por Paco Roncero debido a que prefería centrarse en su restaurante de Pontevedra.